# Выборгская фабрика-кухня
Выборгская фабрика-кухня — памятник архитектуры. Расположен в Санкт-Петербурге, современный адрес дома — Большой Сампсониевский проспект, 45, Гренадерская улица.
Здание, одно из четырёх с подобной функцией, открытых в тот период, построили в 1929—1930 годах по индивидуальному проекту А. К. Барутчева, И. А. Гильтера, И. А. Меерзона и Я. О. Рубанчика. Фабрики-кухни предназначались для производства обедов и полуфабрикатов для рабочих, при них работали столовые и магазины. Выборгская фабрика открылась в Ленинграде первой и считалась одним из лучших образцов советского конструктивизма в городе.
В здании выделены функциональные группы, связанные замкнутым технологическим циклом. В строительстве использованы железобетонные конструкции, что позволило создавать большие помещения и сделать плоские крыши. Композиция асимметричная. Корпуса горизонтальные, парадная лестница размещена в вертикальном блоке с тройным витражом, перед которым выдвинут сегментовидный балкон; над уступом-террасой сделан крупный консольный козырёк. Основной фасад расположен со стороны проспекта, он ленточно остеклён. В здании сделан широкий высокий проезд с круглыми столбами (на 2024 год наполовину заложенный), от него в сторону двора выходит полукруглый и изначально, вероятно, остеклённый объём (наподобие фирменного приёма Г. А. Симонова), ленточно остеклённый блок над проездом выглядит как галерея или как мост-переход. Южный двухэтажный корпус столовых выглядит более нейтрально, но с этой стороны в одном из вертикальных угловых параллелепипедов сделан «врастающий» одноэтажный закруглённый объём.
На 2020 год здание занято магазинами и офисами.